# 71. armádní sbor (Čína)
71. armádní sbor (čínsky pchin-jinem dì qīshíyī jítuánjūn, znaky zjednodušené 第七十一集团军) je operačně-taktický svazek Čínské lidové osvobozenecké armády a jeden ze tří armádních sborů podřízených Východnímu válčišti ČLOA. Velitelství sboru je dislokováno ve městě Sü-čou v provincii Ťiang-su.

## Historie
71. armádní sbor ve své současné podobě vznikl v dubnu 2017 přečíslováním z 12. armádního sboru.

## Velení
| Velitelé 1. genmjr. Wang Jin-fang (王印芳 ) (březen 2017 – leden 2018) 2. genmjr. Li Čung-lin (李中林) (leden 2018 – ve funkci) | Političtí komisaři 1. genmjr. Sü Te-čching (徐德清 ) (březen 2017 – květen 2018) 2. genmjr. Jin Chung-sing (尹红星) (květen 2018 – ve funkci) |

## Organizační struktura
Struktura 71. armádního sboru v roce 2017:
- 2. těžká vševojsková brigáda
- 35. těžká vševojsková brigáda
- 160. těžká vševojsková brigáda
- 235. těžká vševojsková brigáda
- 178. střední vševojsková brigáda
- 179. lehká vševojsková brigáda
- 71. brigáda speciálních sil
- 71. brigáda vojskového letectva
- 71. dělostřelecká brigáda
- 71. protiletadlová brigáda
- 71. ženijní a protichemická brigáda
- 71. brigáda zabezpečení